# 艾莉·夏洛克
艾莉·夏洛克（英語：Allie Sherlock，2005年4月7日—）是一位愛爾蘭歌手、作詞家、吉他手以及街頭藝人。夏洛克2017年6月因翻唱紅髮艾德的歌曲〈Supermarket Flowers〉而聞名，2018年夏洛克受邀至《艾倫·狄珍妮秀》。夏洛克經常在都柏林格拉夫顿街表演。

## 生涯
夏洛克的YouTube頻道建立於2014年。2018年2月，夏洛克在美国广播公司的節目《艾倫·狄珍妮秀》演唱愛黛兒的歌曲〈Million Years Ago〉，以及在RTÉ One的節目《The Ray D'Arcy Show》演唱紅髮艾德的歌曲〈完美無瑕〉，夏洛克在同月份與共和世代的主唱瑞恩·泰德所擁有的愛國者唱片（Patriot Records）簽下五年合約。2020年6月，夏洛克在愛爾蘭廣播電視的節目《家庭學校中心》最後一集中與愛爾蘭廣播電視管弦樂團一同演出。2020年7月，女性藝術家群體「Irish Women in Harmony」錄製〈Dreams〉的新版本支助一個家庭暴力慈善機構，而夏洛克是該群體的一員。

## 個人生活
夏洛克來自愛爾蘭道格拉斯，出生於2005年4月7日。夏洛克2016年離開小學，目前在家自學。他的父親馬克·夏洛克（Mark Sherlock）會為她錄製影片並上傳至YouTube頻道。

## 外部連結
- 找不到URL。请在此处指定URL或在维基数据上添加。
- YouTube上的艾莉·夏洛克頻道